# クラシックギター作曲家一覧
この記事はクラシックギター作曲家一覧である。ここではクラシック・ギターオリジナル曲を作った作曲家やクラシック・ギター曲は作らなかったがクラシック・ギターによく編曲されレパートリーとして定着している作曲家を紹介する。

## クラシックギター作曲家

### あ行
- ディオニシオ・アグアド
- セルジオ・アサド
- エイトル・ヴィラ＝ロボス

### か行
- マリオ・カステルヌオーヴォ＝テデスコ
- マッテオ・カルカッシ
- フェルディナンド・カルッリ
- ナポレオン・コスト

### さ行
- ガスパル・サンス
- マウロ・ジュリアーニ
- フェルナンド・ソル

### た行
- 武満徹
- フランシスコ・タレガ
- アレクサンドル・タンスマン
- ローラン・ディアンス
- ホアキン・トゥリーナ
- カルロ・ドメニコーニ

### は行
- ニコロ・パガニーニ
- アグスティン・バリオス
- フランソワ・ド・フォッサ
- ベンジャミン・ブリテン
- レオ・ブローウェル
- マヌエル・ポンセ

### ま行
- ヨハン・カスパール・メルツ
- フランチェスコ・モリーノ
- フェデリコ・モレノ＝トローバ

### や行
- アンドリュー・ヨーク

### ら行
- ミゲル・リョベート
- ジュリオ・レゴンディ
- ルイジ・レニャーニ
- ホアキン・ロドリーゴ
- ルドヴィコ・ロンカッリ
- アントワーヌ・ド・ロワイエ

## クラシックギターに編曲される作曲家
- イサーク・アルベニス
- シルヴィウス・レオポルト・ヴァイス
- ジョン・ダウランド
- ヨハン・ゼバスティアン・バッハ
- ルイス・デ・ミラン